# Capsicum ceratocalyx
Capsicum ceratocalyx är en potatisväxtart som beskrevs av Michael Nee. Capsicum ceratocalyx ingår i släktet spanskpepparsläktet, och familjen potatisväxter. Inga underarter finns listade i Catalogue of Life.